# 金剛地
金剛地（こんごうぢ）は、千葉県市原市の市津地区にある大字。郵便番号は290-0162。

## 概要
市原市北部の市津地区にある。地区北部の千葉市緑区との市境付近に位置している。全体的に山がちな地形となっている。もともと市原市板倉であった千葉市緑区板倉町に飛び地が存在する。

## 地理
北は千葉市緑区板倉町、東は茂原市大沢、南は長柄町上野、西は奈良と接している。

## 世帯数と人口
2022年4月1日現在の世帯数と人口は以下の通りである。
| 町丁字 | 世帯数  | 人口  |
| ------ | ------- | ----- |
| 金剛地 | 154世帯 | 344人 |

## 通学区域
市立小学校・市立中学校及び県立高等学校の通学区域は以下の通りである
| 町丁字 | 番地 | 小学校                 | 中学校             | 高等学校 |
| ------ | ---- | ---------------------- | ------------------ | -------- |
| 金剛地 | 全域 | 市原市立市東第一小学校 | 市原市立市東中学校 | 第9学区  |

## 交通

### 鉄道
- なし

### バス
- 小湊鉄道

### 道路
- 千葉県道14号千葉茂原線